# Гам Ліні
Гам Ліні Вануаророа (англ. Ham Lini Vanuaroroa, нар. 8 грудня 1951) — прем'єр-міністр Вануату з 11 грудня 2004 до 22 вересня 2008.

## Політична діяльність
Брат першого прем'єр-міністра Вануату Волтера Ліні, лідер Національної об'єднаної партії, яка отримала в липні 2004 року на виборах 10 із 52 місць у парламенті та сформувала найбільшу фракцію в парламенті. Незважаючи на підтримку Ліні з боку колишнього прем'єр-міністра країни Едуарда Натапеї, главою нового уряду став Серж Вохор. Ліні оскаржив обрання та перебував в опозиції до серпня, коли сформував з Вохором коаліційний уряд, ставши заступником прем'єр-міністра й міністром закордонних справ. У грудні 2004 Вохор пішов у відставку після вотуму недовіри в парламенті, й Ліні був обраний новим прем'єр-міністром. 21 березня 2006 успішно уникнув парламентського вотуму недовіри (30 голосів — за Ліні, 20 — проти). 2008 року наступником Ліні на посаді глави кабінету став Едуард Натапеї.